# Kumple z dżungli – kierunek biegun
Kumple z dżungli – kierunek biegun (ang. Jungle Bunch – Back to the Ice Floe, fr. Les As de la Jungle - Operation banquise) – francuski film animowany z 2011 roku w reżyserii Davida Alauxa i Erica Tosti.
Premiera filmu w Polsce odbyła się 14 lipca 2012 roku na kanale teleTOON+ w bloku Dziś rządzi.

## Fabuła
Antarktyda. Kolonia pingwinów zostaje zaatakowana przez stado morsów. Jedynym ratunkiem dla ptaków jest legendarny Wielki Tygrysi Wojownik. Aby ratować swoich pobratymców, pingwiny Ping i Pong postanawiają odszukać wybawiciela. Wyruszają na pełną niebezpieczeństw wyprawę do tropikalnej dżungli. Spotykają tu pingwina Maurice'a, który wychował się u boku tygrysicy i żyje w przekonaniu, że także jest tygrysem. Postanawia on pomóc przybyszom w ocaleniu arktycznej kolonii przed morsami. Wspierają go wierni przyjaciele z dżungli: muzykalny guziec Fred, nietoperzyca Batricia, która boi się ciemności, goryl Miguel oraz strachliwy wyrak Gilbert.

## Wersja polska
Wersja polska: na zlecenie teleTOON+ – Master Film

Reżyseria: Agata Gawrońska-Bauman

Dialogi: Antonina Kasprzak

Dźwięk i montaż: Jacek Osławski

Kierownictwo produkcji: Katarzyna Fijałkowska

Wystąpili:
- Zbigniew Suszyński – Maurice
- Jacek Król – Miguel
- Janusz Wituch – Gilbert
- Paweł Szczesny – przywódca morsów
- Adam Krylik – Fred
- Beata Jankowska-Tzimas – Ping
- Waldemar Barwiński – Pong
- Jarosław Domin – Al
- Katarzyna Łaska – Patricia
- Cezary Kwieciński – Bob

oraz:
- Mirosław Wieprzewski – anakonda
- Mikołaj Klimek – mors Elvis
- Joanna Pach
- Beniamin Lewandowski
- Przemysław Wyszyński
- Maciej Falana

i inni
Teksty piosenek: Andrzej Brzeski

Śpiewał: Adam Krylik
Lektor: Paweł Bukrewicz